# Castell de Hagi
El Castell Hagi (萩城, Hagi-jō), també conegut com a castell Shizuki és un castell japonès situat a Hagi, prefectura de Yamaguchi, al Japó.

## Història

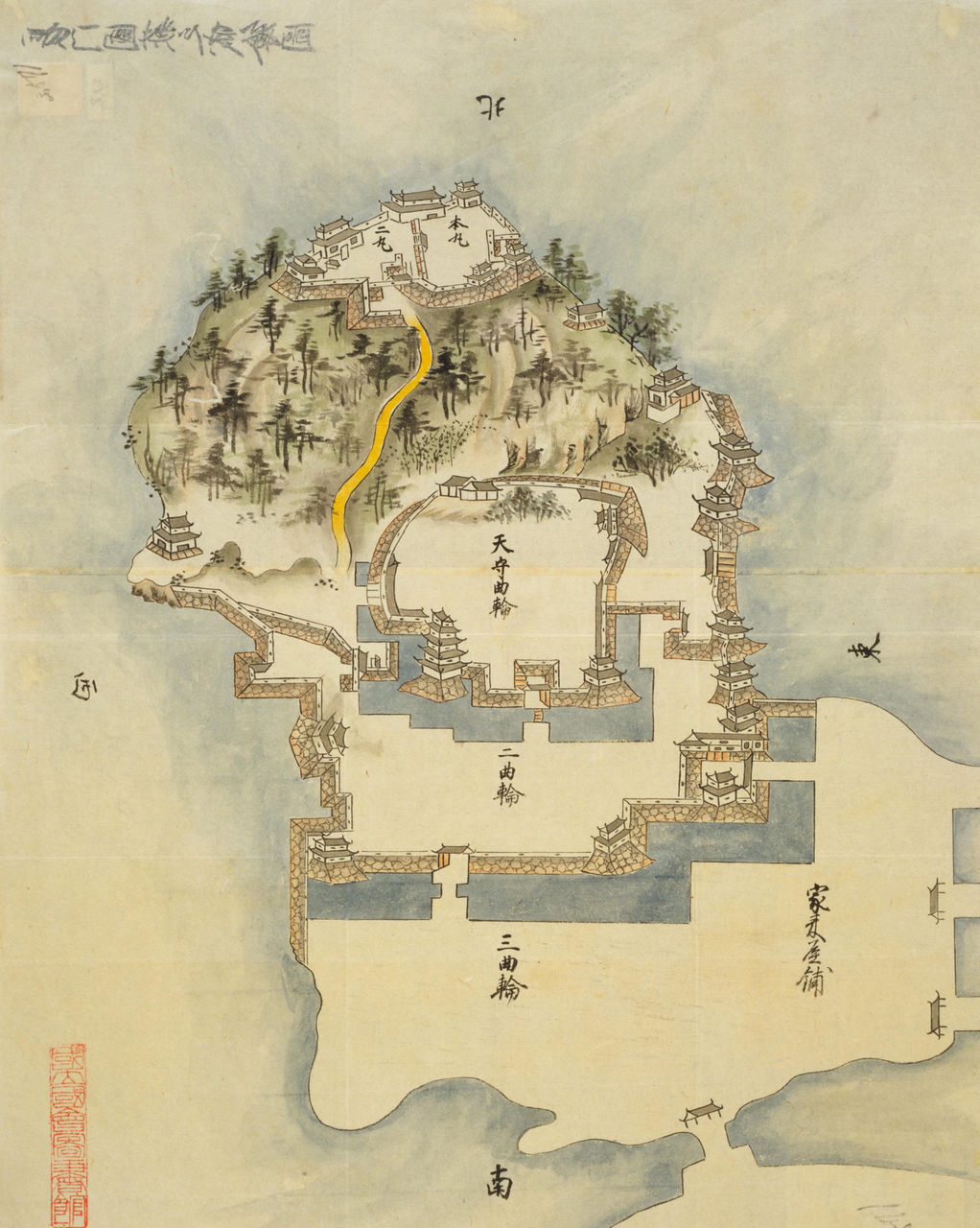
Mapa del castell (abans 1868)

Després que Mōri Terumoto va perdre les seves terres prop d'Hiroshima per haver recolzat al bàndol perdedor de Ishida Mitsunari durant la batalla de Sekigahara, va ser enviat a Hagi, on va construir el castell l'any 1604, que va continuar sota el control del clan Mori fins a la Restauració Meiji. El castell va ser destruït en gran part el 1874, quedant tan sols algunes ruïnes.
Actualment el castell és un Lloc Històric Nacional. A més, forma part del conjunt patrimonial anomenat «Llocs de la revolució industrial de l'era Meiji al Japó: siderúrgia, construccions navals i extracció d'hulla» que va ser triat Patrimoni de la Humanitat per la UNESCO el 2015.

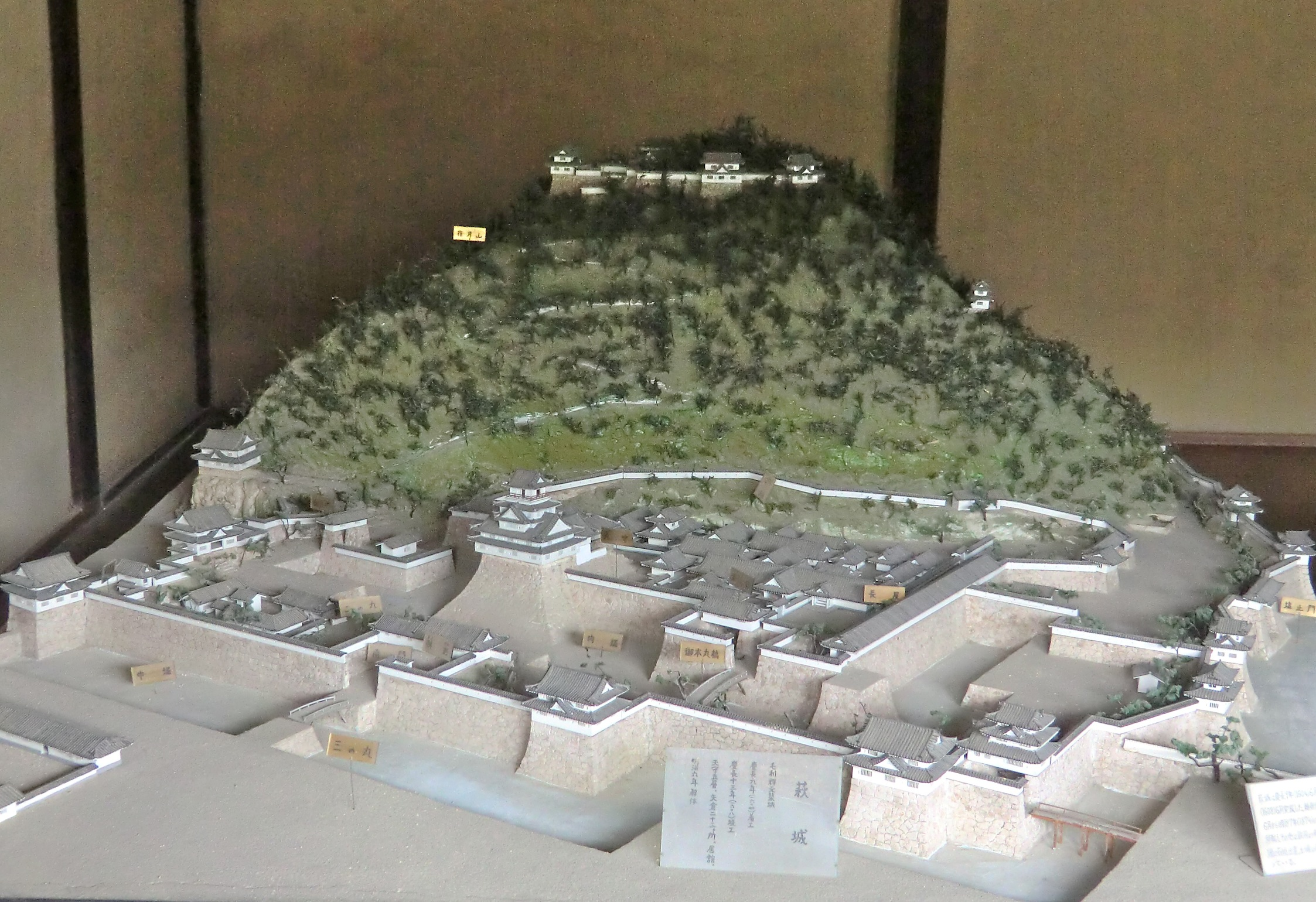
Maqueta del castell
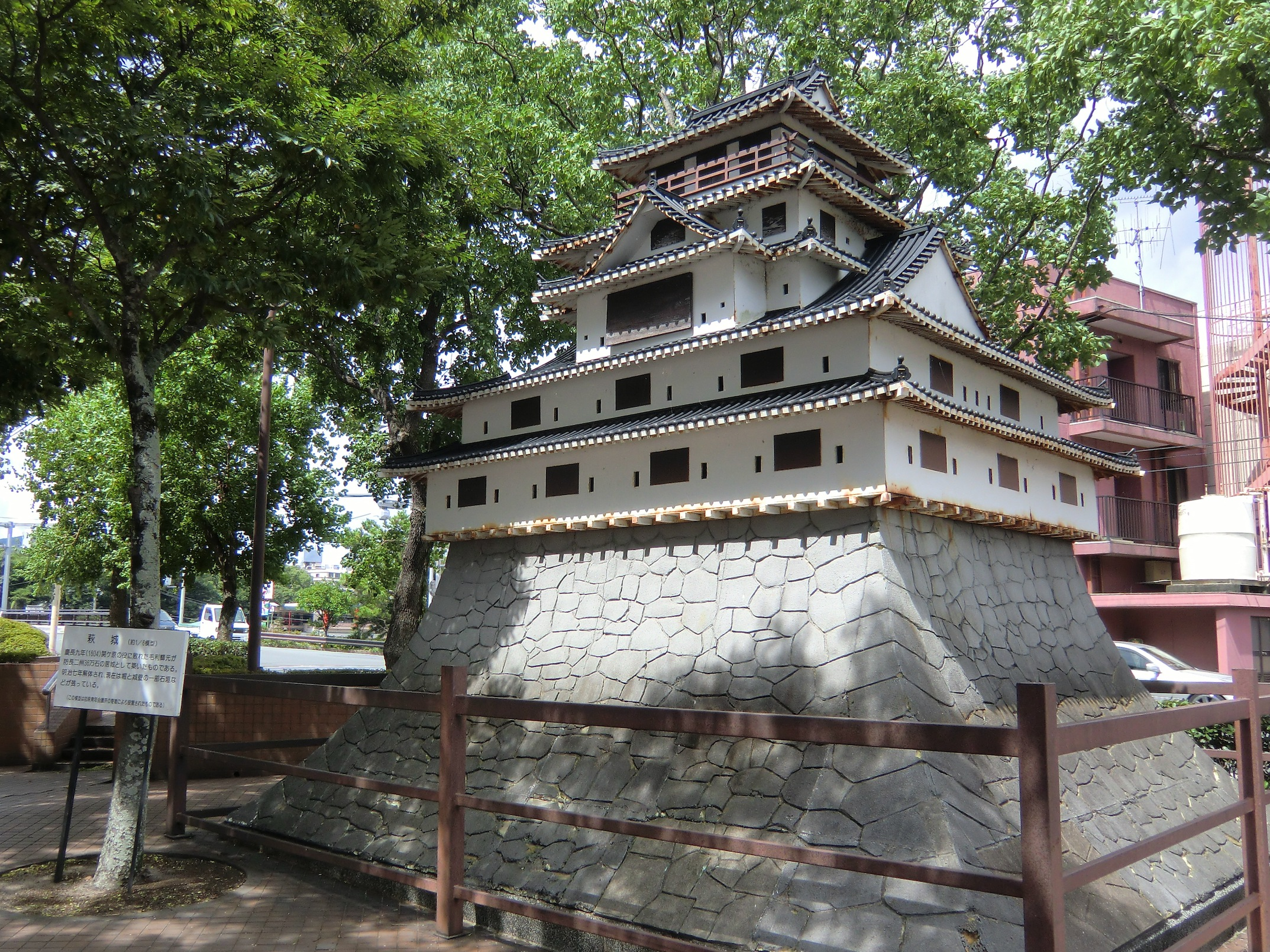
Maqueta
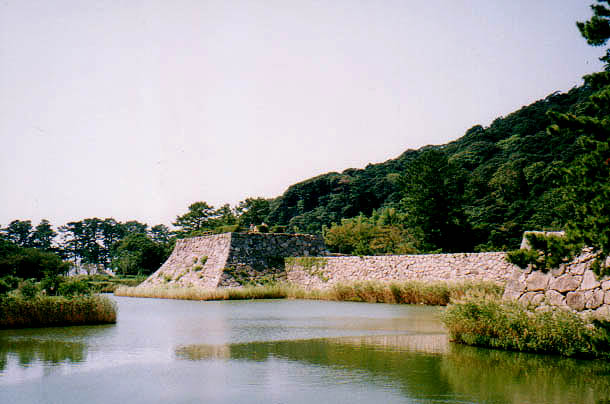
Ruïnes del castell
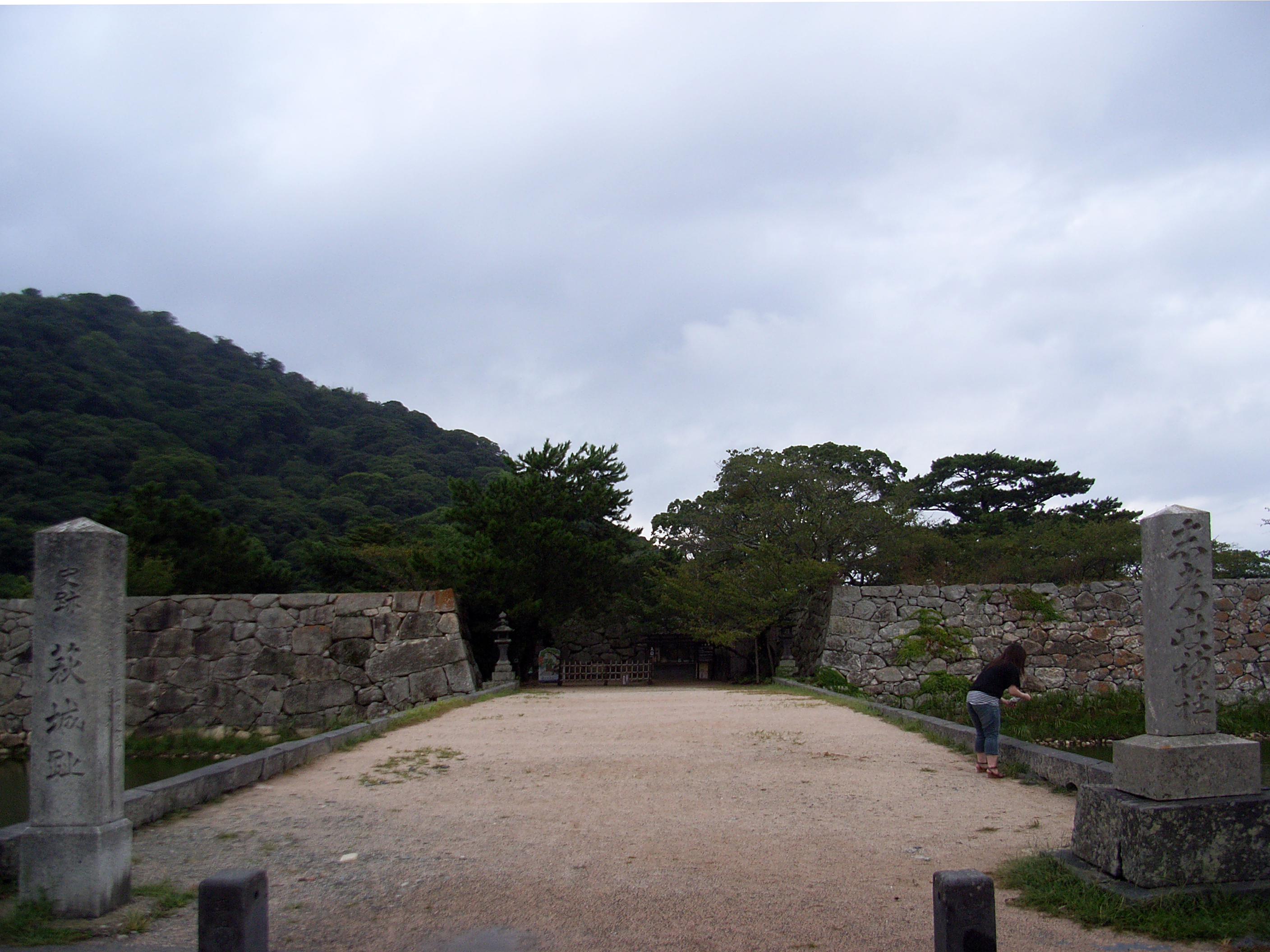
Porta d'entrada
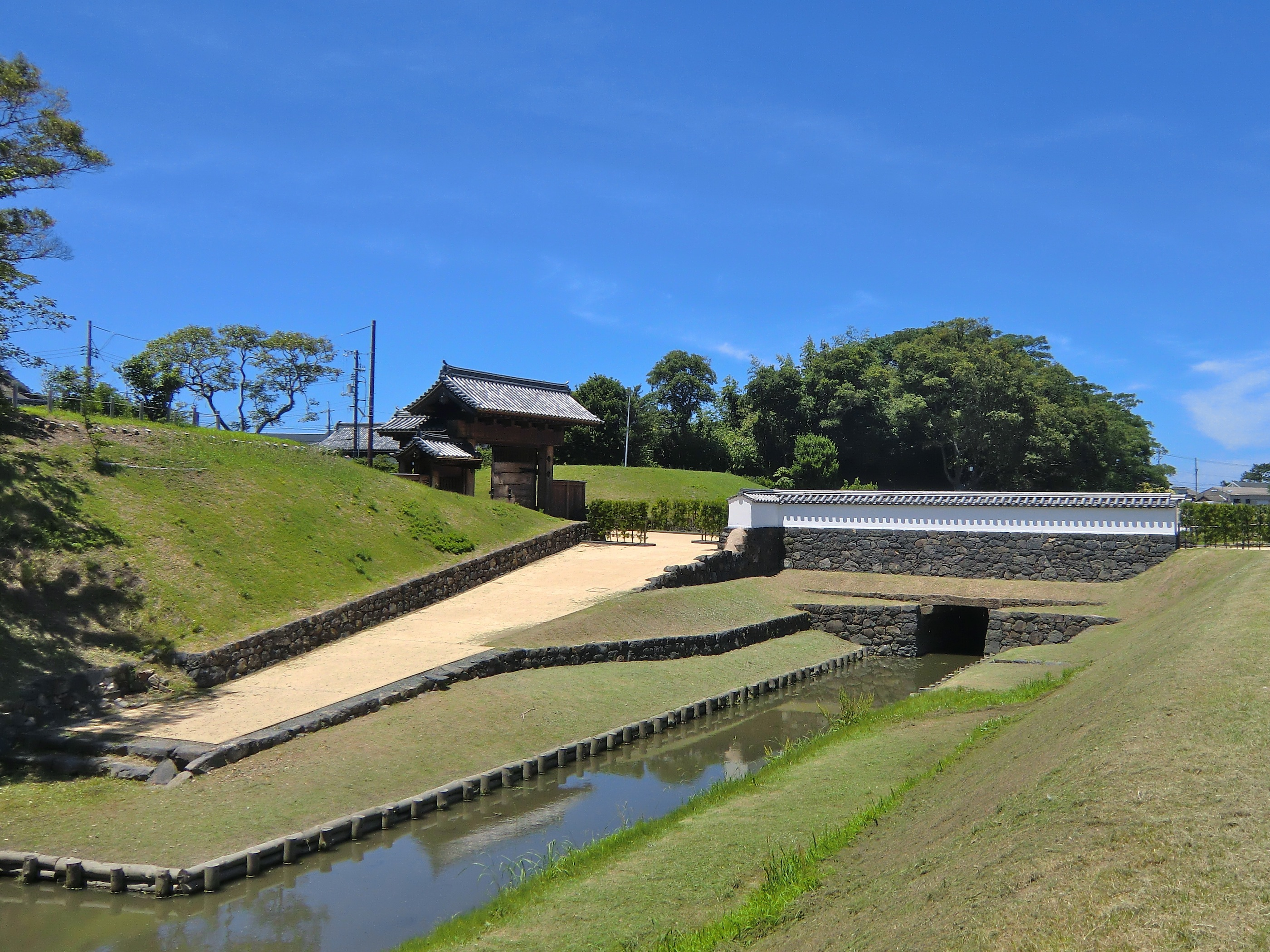
Porta nord